# Natação no Campeonato Mundial de Esportes Aquáticos de 2009 - 100 m peito masculino
A prova dos 100 metros peito masculino da natação no Campeonato Mundial de Esportes Aquáticos de 2009 ocorreu nos dias 26 e 27 de julho no Stadio del Nuoto em Roma.

## Recordes
Antes desta competição, os recordes mundiais e do campeonato nesta prova eram os seguintes:
| Tipo                  | Atleta          | Tempo | Local    | Data                 | Ref |
| --------------------- | --------------- | ----- | -------- | -------------------- | --- |
|                       | Kosuke Kitajima | 26,89 | Pequim   | 11 de agosto de 2008 | ver |
| Recorde do campeonato | Brendan Hansen  | 27,46 | Montreal | 25 de julho de 2005  | ver |

## Medalhistas
| Ouro                  | Prata                | Bronze                      |
| Brenton Rickard (AUS) | Hugues Duboscq (FRA) | Cameron van der Burgh (RSA) |

## Resultados

### Eliminatórias
Estes são os resultados das eliminatórias:
| Pos. | Atleta                                    | Tempo   | Bateria | Raia | Notas                 |
| ---- | ----------------------------------------- | ------- | ------- | ---- | --------------------- |
| 1    | AUS Brenton Rickard                       | 58,98   | 14      | 6    | Recorde do campeonato |
| 2    | FRA Hugues Duboscq                        | 59,01   | 14      | 5    |                       |
| 3    | Predefinição:FlagFINAathleteSA            | 59,05   | 15      | 3    |                       |
| 4    | LTU Giedrius Titenis                      | 59,24   | 14      | 2    |                       |
| 5    | UKR Igor Borysik                          | 59,34   | 15      | 4    |                       |
| 6    | BRA Henrique Barbosa                      | 59,49   | 13      | 4    |                       |
| 7    | GER Hendrik Feldwehr                      | 59,52   | 13      | 5    |                       |
| 7    | AUS Christian Sprenger                    | 59,52   | 13      | 7    |                       |
| 9    | RSA Cameron van der Burgh                 | 59,54   | 15      | 2    |                       |
| 10   | USA Mark Gangloff                         | 59,67   | 14      | 4    |                       |
| 11   | GBR James Gibson                          | 59,68   | 15      | 7    |                       |
| 12   | JPN Ryo Tateishi                          | 59,69   | 14      | 3    |                       |
| 13   | SLO Damir Dugonjič                        | 59,89   | 15      | 1    |                       |
| 14   | JPN Yuta Suenaga                          | 59,95   | 13      | 6    |                       |
| 15   | NOR Alexander Dale Oen                    | 1:00,05 | 15      | 5    |                       |
| 15   | GER Johannes Neumann                      | 1:00,05 | 15      | 6    |                       |
| 17   | UKR Valerii Dymo                          | 1:00,13 | 13      | 9    |                       |
| 18   | SRB Caba Siladji                          | 1:00,20 | 13      | 8    |                       |
| 19   | CAN Mathieu Bois                          | 1:00,23 | 15      | 3    |                       |
| 20   | HUN Dániel Gyurta                         | 1:00,26 | 12      | 7    | Recorde nacional      |
| 21   | CAN Scott Dickens                         | 1:00,31 | 14      | 7    |                       |
| 22   | NED Lennart Stekelenburg                  | 1:00,36 | 13      | 3    |                       |
| 23   | RUS Grigory Falko                         | 1:00,47 | 12      | 3    |                       |
| 24   | ITA Luca Pizzini                          | 1:00,54 | 14      | 0    |                       |
| 25   | EST Martti Aljand                         | 1:00,56 | 10      | 3    |                       |
| 26   | NZL Glenn Snyders                         | 1:00,77 | 13      | 2    |                       |
| 27   | {{flagFINAathlete\|[[Istvan Mate]\|AUT]}} | 1:00,78 | 12      | 4    |                       |
| 28   | GBR Kristopher Gilchrist                  | 1:00,81 | 14      | 8    |                       |
| 29   | KAZ Vladislav Polyakov                    | 1:00,83 | 14      | 9    |                       |
| 30   | BRA João Gomes Júnior                     | 1:00,88 | 14      | 1    |                       |

| Ver o restante da classificação | Ver o restante da classificação   | Ver o restante da classificação | Ver o restante da classificação | Ver o restante da classificação | Ver o restante da classificação | Ver o restante da classificação |
| Pos.                            | Atleta                            | Tempo                           | Bateria                         | Raia                            | Notas                           |                                 |
| ------------------------------- | --------------------------------- | ------------------------------- | ------------------------------- | ------------------------------- | ------------------------------- | ------------------------------- |
| 31                              | RUS Stanislav Lakhtyukhov         | 1:00,95                         | 15                              | 9                               |                                 |                                 |
| 32                              | KAZ Yevgeniy Ryzhkov              | 1:01,02                         | 12                              | 0                               |                                 |                                 |
| 33                              | ESP Melquiades Alvarez            | 1:01,07                         | 13                              | 1                               |                                 |                                 |
| 34                              | ITA Mattia Pesce                  | 1:01,18                         | 15                              | 0                               |                                 |                                 |
| 35                              | IND Sandeep Sejwal                | 1:01,20                         | 11                              | 2                               |                                 |                                 |
| 36                              | GRE Romanos Alyfantis             | 1:01,27                         | 12                              | 6                               |                                 |                                 |
| 37                              | ISL Jakob Jóhann Sveinsson        | 1:01,32                         | 11                              | 8                               |                                 |                                 |
| 37                              | SLO Matjaž Markič                 | 1:01,32                         | 12                              | 1                               |                                 |                                 |
| 39                              | POL Slawomir Wolniak              | 1:01,39                         | 13                              | 0                               |                                 |                                 |
| 40                              | RSA Thabang Moeketsane            | 1:01,40                         | 10                              | 1                               |                                 |                                 |
| 41                              | GRE Dimitrios Xynadas             | 1:01,44                         | 11                              | 6                               |                                 |                                 |
| 42                              | CHN Zhang Guoying                 | 1:01,53                         | 12                              | 2                               |                                 |                                 |
| 43                              | CZE Petr Bartunek                 | 1:01,59                         | 10                              | 0                               |                                 |                                 |
| 43                              | AUT Maxim Podoprigora             | 1:01,59                         | 12                              | 9                               |                                 |                                 |
| 45                              | MEX Alejandro Jacobo              | 1:01,60                         | 11                              | 0                               |                                 |                                 |
| 46                              | BUL Dinko Geshev                  | 1:01,72                         | 9                               | 8                               |                                 |                                 |
| 47                              | ALG Sofiane Daid                  | 1:01,74                         | 11                              | 7                               |                                 |                                 |
| 48                              | IRL Barry Murphy                  | 1:01,76                         | 9                               | 3                               |                                 |                                 |
| 49                              | IRL Andrew Bree                   | 1:01,78                         | 9                               | 6                               |                                 |                                 |
| 50                              | COL Jorge Mario Murillo Valdez    | 1:01,79                         | 10                              | 4                               |                                 |                                 |
| 51                              | SEN Malick Fall                   | 1:01,80                         | 11                              | 3                               |                                 |                                 |
| 52                              | CHN Wang Shuai                    | 1:01,84                         | 11                              | 5                               |                                 |                                 |
| 53                              | VIE Nguyen Huu Viet               | 1:02,17                         | 9                               | 7                               |                                 |                                 |
| 54                              | LUX Laurent Carnol                | 1:02,27                         | 10                              | 2                               |                                 |                                 |
| 55                              | DEN Chris Christensen}            | 1:02,41                         | 10                              | 7                               |                                 |                                 |
| 56                              | POR Carlos Almeida                | 1:02,46                         | 7                               | 9                               |                                 |                                 |
| 57                              | MEX Joshua Arreguin               | 1:02,58                         | 11                              | 9                               |                                 |                                 |
| 58                              | ARG Gonzalo Acuna                 | 1:02,60                         | 9                               | 4                               |                                 |                                 |
| 59                              | SVK Tomas Klobucnik               | 1:02,61                         | 9                               | 1                               |                                 |                                 |
| 60                              | BLR Viktor Vabishchevich          | 1:02,73                         | 11                              | 1                               |                                 |                                 |
| 61                              | LTU Vaidotas Blazys               | 1:02,76                         | 7                               | 7                               |                                 |                                 |
| 62                              | FIN Eetu Karvonen                 | 1:02,83                         | 8                               | 7                               |                                 |                                 |
| 63                              | PAR Genaro Mathias Prono Britez   | 1:02,84                         | 11                              | 4                               |                                 |                                 |
| 64                              | PAN Edgar Crespo                  | 1:02,92                         | 9                               | 2                               |                                 |                                 |
| 65                              | AND Hocine Haciane                | 1:02,94                         | 9                               | 0                               |                                 |                                 |
| 66                              | POL Sławomir Kuczko               | 1:03,00                         | 12                              | 5                               |                                 |                                 |
| 67                              | ROU Dragos Agache                 | 1:03,02                         | 10                              | 9                               |                                 |                                 |
| 68                              | PUR Daniel Velez                  | 1:03,19                         | 12                              | 8                               |                                 |                                 |
| 69                              | UZB Ivan Demyanenko               | 1:03,24                         | 8                               | 6                               |                                 |                                 |
| 70                              | CHI Diego Santander Caballero     | 1:03,49                         | 7                               | 2                               |                                 |                                 |
| 71                              | HKG Chan Wing Lim Eric            | 1:03,68                         | 8                               | 2                               |                                 |                                 |
| 72                              | EST Matthew Charles Smith         | 1:03,71                         | 8                               | 1                               |                                 |                                 |
| 73                              | URU Martin Andres Melconian Alvez | 1:03,77                         | 7                               | 4                               |                                 |                                 |
| 74                              | ISR Tom Beeri                     | 1:03,94                         | 10                              | 5                               |                                 |                                 |
| 75                              | SUI Benjamin Le Maguet            | 1:04,02                         | 10                              | 8                               |                                 |                                 |
| 76                              | PAR Renato David Prono Fernandez  | 1:04,06                         | 10                              | 6                               |                                 |                                 |
| 77                              | IRI Mohammad Alirezaei            | 1:04,16                         | 9                               | 5                               |                                 |                                 |
| 78                              | KUW Abdulrahman Albader           | 1:04,31                         | 8                               | 0                               |                                 |                                 |
| 79                              | MDA Sergiu Postica                | 1:04,76                         | 8                               | 3                               |                                 |                                 |
| 80                              | INA Indra Gunawan                 | 1:04,79                         | 8                               | 5                               |                                 |                                 |
| 81                              | TPE Wang Wei-Wen                  | 1:04,86                         | 7                               | 3                               |                                 |                                 |
| 82                              | SIN Tan Jinwen Mark               | 1:05,02                         | 7                               | 6                               |                                 |                                 |
| 83                              | IND Agnishwar Jayaprakash         | 1:05,07                         | 6                               | 2                               |                                 |                                 |
| 84                              | THA Vorrawuti Aumpiwan            | 1:05,17                         | 9                               | 9                               |                                 |                                 |
| 85                              | TUR Omer Aslanoglu                | 1:05,55                         | 8                               | 9                               |                                 |                                 |
| 86                              | ANG Pedro Pinotes                 | 1:05,65                         | 4                               | 7                               |                                 |                                 |
| 87                              | LIB Wael Koubrousli               | 1:05,71                         | 6                               | 3                               |                                 |                                 |
| 88                              | Predefinição:FlagFINAathleteHKG   | 1:05,87                         | 5                               | 5                               |                                 |                                 |
| 89                              | UZB Aleksey Derlyugov             | 1:05,95                         | 6                               | 7                               |                                 |                                 |
| 90                              | ESA Juan Guerra                   | 1:06,07                         | 6                               | 5                               |                                 |                                 |
| 91                              | SIN Ng Jia Hao                    | 1:06,21                         | 8                               | 8                               |                                 |                                 |
| 92                              | PER Pedro Luna Llamosas           | 1:06,39                         | 6                               | 1                               |                                 |                                 |
| 93                              | THA Rainui Teriipaia              | 1:06,72                         | 8                               | 4                               |                                 |                                 |
| 94                              | UAE Mubarak Al Besher             | 1:06,81                         | 4                               | 5                               |                                 |                                 |
| 95                              | KSA Yousuf Essa Al Yousuf         | 1:06,84                         | 6                               | 6                               |                                 |                                 |
| 96                              | KGZ Dmitrii Aleksandrov           | 1:07,03                         | 7                               | 1                               |                                 |                                 |
| 97                              | ZIM Timothy Ferris                | 1:07,12                         | 5                               | 6                               |                                 |                                 |
| 98                              | NAM Maximilian Siedentopf         | 1:07,39                         | 4                               | 6                               |                                 |                                 |
| 99                              | MAC Ma Chan Wai                   | 1:07,46                         | 6                               | 8                               |                                 |                                 |
| 100                             | KUW Humoud Alhumoud               | 1:07,54                         | 7                               | 0                               |                                 |                                 |
| 101                             | BER Julian Fletcher               | 1:07,70                         | 5                               | 4                               |                                 |                                 |
| 102                             | MDA Tudor Postolachi              | 1:07,73                         | 6                               | 4                               |                                 |                                 |
| 103                             | MAD Erik Rajohnson                | 1:08,09                         | 6                               | 9                               |                                 |                                 |
| 104                             | MKD Filip Velkovski               | 1:08,34                         | 1                               | 2                               |                                 |                                 |
| 105                             | JOR Nazih Mezayek                 | 1:08,58                         | 5                               | 3                               |                                 |                                 |
| 106                             | MHL Eli Ebenezer Wong             | 1:08,79                         | 4                               | 2                               |                                 |                                 |
| 107                             | ARM Andranik Harutyunyan          | 1:08,93                         | 5                               | 1                               |                                 |                                 |
| 108                             | TKM Hemra Nurmyradov              | 1:09,25                         | 5                               | 8                               |                                 |                                 |
| 109                             | NGR Eric Williams                 | 1:09,34                         | 5                               | 2                               |                                 |                                 |
| 110                             | SUR Diguan Pigot                  | 1:09,41                         | 4                               | 3                               |                                 |                                 |
| 111                             | PNG Ian Bond Wolongkatop Nakmai   | 1:09,64                         | 4                               | 1                               |                                 |                                 |
| 112                             | PAN Andres Castillo               | 1:09,70                         | 3                               | 5                               |                                 |                                 |
| 113                             | ZAM Zane Jordan                   | 1:09,77                         | 5                               | 7                               |                                 |                                 |
| 114                             | MLT Andrea Agius                  | 1:09,81                         | 5                               | 0                               |                                 |                                 |
| 115                             | ZAM Peter James Lynch             | 1:09,94                         | 3                               | 4                               |                                 |                                 |
| 116                             | KGZ Timur Kartabaev               | 1:10,14                         | 6                               | 0                               |                                 |                                 |
| 117                             | MRI Cheung Ho Yan Kevin           | 1:10,25                         | 4                               | 0                               |                                 |                                 |
| 118                             | MRI Ronny Ashley Vencatachellum   | 1:10,36                         | 4                               | 8                               |                                 |                                 |
| 119                             | TAH Vincent Perry                 | 1:10,73                         | 3                               | 3                               |                                 |                                 |
| 120                             | NGR Awolowo Solomon Shedrack      | 1:10,89                         | 5                               | 9                               |                                 |                                 |
| 121                             | GUI Mamadou Cisse                 | 1:11,59                         | 2                               | 8                               |                                 |                                 |
| 122                             | ARM Norayr Ghazaryan              | 1:12,22                         | 4                               | 4                               |                                 |                                 |
| 123                             | NCA Pablo Navarrete               | 1:12,32                         | 3                               | 6                               |                                 |                                 |
| 124                             | MGL Boldbaatar Butekhuils         | 1:13,06                         | 4                               | 9                               |                                 |                                 |
| 125                             | MHL Michael Taylor                | 1:13,61                         | 3                               | 1                               |                                 |                                 |
| 126                             | NEP Shailesh Shumsher Rana        | 1:13,65                         | 3                               | 7                               |                                 |                                 |
| 127                             | TKM Serdar Mopyyev                | 1:13,76                         | 3                               | 0                               |                                 |                                 |
| 128                             | MHL Jonathan Bishop               | 1:14,07                         | 3                               | 8                               |                                 |                                 |
| 129                             | IRQ Evan Isam Jameel Balyos       | 1:14,77                         | 2                               | 0                               |                                 |                                 |
| 130                             | ALB Jurgen Fici                   | 1:16,82                         | 3                               | 2                               |                                 |                                 |
| 131                             | USA Ganzi Mugula                  | 1:16,96                         | 2                               | 5                               |                                 |                                 |
| 132                             | SEY Ron Roucou                    | 1:17,38                         | 2                               | 4                               |                                 |                                 |
| 133                             | LBA Nadir Elmofti                 | 1:18,34                         | 2                               | 2                               |                                 |                                 |
| 134                             | MLI Abib Sereme                   | 1:19,36                         | 1                               | 6                               |                                 |                                 |
| 135                             | UGA Sharif Kakooza                | 1:20,72                         | 3                               | 9                               |                                 |                                 |
| 136                             | TAN Omar Abdalla                  | 1:23,27                         | 1                               | 4                               |                                 |                                 |
| 137                             | LAO Sonenina Phamixay             | 1:24,61                         | 1                               | 3                               |                                 |                                 |
| 138                             | ASA Robert Scanlan                | 1:27,19                         | 2                               | 7                               |                                 |                                 |
| 139                             | TJK Saido Kamilov                 | 1:31,41                         | 7                               | 5                               |                                 |                                 |
| 140                             | TAN Said Seba                     | 1:32,85                         | 2                               | 9                               |                                 |                                 |
| 141                             | DJI Abdoulkader Mohamed Houssein  | 1:33,32                         | 2                               | 3                               |                                 |                                 |
| 142                             | DJI Mohamed Osman Bourhanta       | 1:34,54                         | 2                               | 6                               |                                 |                                 |
| —                               | BDI Nduwimana Etienne             | DNS                             | 2                               | 1                               |                                 |                                 |

### Semifinais
Estes são os resultados das semifinais:
| Pos. | Atleta                    | Tempo | Bateria | Raia | Notas                 |
| ---- | ------------------------- | ----- | ------- | ---- | --------------------- |
| 1    | USA Eric Shanteau         | 58,96 | 2       | 7    | Recorde do campeonato |
| 2    | RSA Cameron van der Burgh | 59,13 | 2       | 2    |                       |
| 3    | GER Hendrik Feldwehr      | 59,15 | 2       | 6    |                       |
| 4    | AUS Brenton Rickard       | 59,27 | 2       | 4    |                       |
| 5    | UKR Igor Borysik          | 59,39 | 2       | 3    |                       |
| 6    | LTU Giedrius Titenis      | 59,43 | 1       | 5    |                       |
| 7    | FRA Hugues Duboscq        | 59,46 | 1       | 4    |                       |
| 8    | BRA Henrique Barbosa      | 59,60 | 1       | 3    |                       |
| 9    | JPN Ryo Tateishi          | 59,61 | 1       | 7    |                       |
| 10   | SLO Damir Dugonjič        | 59,66 | 2       | 1    |                       |
| 11   | USA Mark Gangloff         | 59,71 | 1       | 2    |                       |
| 12   | GER Johannes Neumann      | 59,85 | 1       | 8    |                       |
| 13   | NOR Alexander Dale Oen    | 59,90 | 2       | 8    |                       |
| 14   | GBR James Gibson          | 59,91 | 2       | 7    |                       |
| 15   | JPN Yuta Suenaga          | 59,98 | 1       | 1    |                       |
| 15   | AUS Christian Sprenger    | 59,98 | 1       | 6    |                       |

### Final
Estes são os resultados da final:
| Pos.              | Atleta                    | Tempo | Raia | Notas           |
| ----------------- | ------------------------- | ----- | ---- | --------------- |
| Medalha de ouro   | AUS Brenton Rickard       | 58,58 | 6    | Recorde mundial |
| Medalha de prata  | FRA Hugues Duboscq        | 58,64 | 1    |                 |
| Medalha de bronze | RSA Cameron van der Burgh | 58,95 | 5    |                 |
| 4                 | USA Eric Shanteau         | 58,98 | 4    |                 |
| 5                 | UKR Igor Borysik          | 59,23 | 2    |                 |
| 6                 | LTU Giedrius Titenis      | 59,27 | 7    |                 |
| 7                 | GER Hendrik Feldwehr      | 59,33 | 3    |                 |
| 8                 | BRA Henrique Barbosa      | 59,54 | 8    |                 |

## Novos recordes
| Tipo                  | Atleta          | Tempo | Local | Data                | Ref |
| --------------------- | --------------- | ----- | ----- | ------------------- | --- |
|                       | Brenton Rickard | 58,58 | Roma  | 27 de julho de 2009 | ver |
| Recorde do campeonato | Brenton Rickard | 58,58 | Roma  | 27 de julho de 2009 | ver |

Legenda
| Recorde mundial       | Recorde mundial (World record)               |                       | Recorde africano                      | Recorde africano (African) |                                           | Q | Classificado por posição (Qualified) |
| Recorde do campeonato | Recorde do campeonato (Championship record)  | Recorde da América    | Recorde da América (Americas)         | q                          | Classificado por melhor tempo (Qualified) |   |                                      |
| Melhor marca do ano   | Melhor marca do ano (World leading)          | Recorde asiático      | Recorde asiático (Asian)              | DNS                        | Não largou (Did not start)                |   |                                      |
| Recorde nacional      | Recorde nacional (National record)           | Recorde europeu       | Recorde europeu (European)            | DNF                        | Não terminou (Did not finish)             |   |                                      |
| Recorde pessoal       | Recorde pessoal do atleta (Personal best)    | Recorde da Oceania    | Recorde da Oceania (Oceania)          | DSQ / DQ                   | Desclassificado (Disqualified)            |   |                                      |
| Recorde da temporada  | Recorde da temporada do atleta (Season best) | Recorde sul-americano | Recorde sul-americano (South America) | NM                         | Sem marca (No mark)                       |   |                                      |